# Théâtre guignol Anatole
Le Théâtre guignol Anatole est un théâtre de marionnettes situé dans le parc des Buttes-Chaumont à Paris. Il est géré administrativement par la compagnie Les Petits Bouffons de Paris qui ne perçoit aucune subvention.

## Histoire
Le Théâtre guignol Anatole est l'un des plus anciens théâtres de Guignol créé à Paris. À l'origine, il est installé sur les Champs-Élysées en 1836 par Pierre Dumont, un Lyonnais monté à la capitale. Le théâtre est ensuite repris par son élève Anatole Cressigny puis par Émile Labelle, qui va créer en 1892 un castelet au parc des Buttes-Chaumont (19e arr. de Paris).
En 1999, le castelet est totalement détruit par la chute d'un arbre lors de la tempête du siècle. Celui-ci datait de sa reconstruction de 1951 qui avait remplacé le castelet qui est désormais exposé au musée Gadagne à Lyon.
Pascal Pruvost et Bernard Willeme ont pris la succession de Roland Wagner en 2003, parti en retraite à 70 ans. Stéphane Delabie, son collaborateur, anime désormais la Compagnie du petit loir en Eure-et-Loir.
Roland Wagner avait succédé à Embreudile, lui-même ayant succédé à Émile Labelle qui donna le nom de Théâtre guignol Anatole à son castelet en souvenir d'Anatole Cressigny, son maître, ayant lui-même succédé à Pierre Dumont qui s'installa sur les Champs-Élysées à son arrivée à Paris (1836).
De nombreuses cartes postales anciennes représentent le Théâtre guignol Anatole sur les Champs-Élysées. Labelle dirigeait à cette époque le castelet des Buttes-Chaumont et plusieurs sur les Champs-Élysées. Le décor et une marionnette représentés sur l'une d'entre elles existent toujours et sont précieusement conservés comme pièces historiques de cette période où les théâtres de Guignol fleurissaient sur la plus belle avenue du monde, lieu de promenade obligé des Parisiens à la Belle Époque.
Il ne reste sur l'avenue que le théâtre du Vrai Guignolet, dont le castelet n'est pas d'origine et qui fut créé en 1818 par Guentleur. En 1836, il fut en concurrence directe, jusqu'au début du XXe siècle, avec ce qui deviendra le Théâtre guignol Anatole.

## Type de marionnettes
- Marionnettes à gaine de taille professionnelle (60 cm environ).
- Têtes sculptées (15 à 30 cm) dans du tilleul par des sculpteurs renommés (Gilbert Pavaly à Lyon, Petr Rezac à Prague) ou par les marionnettistes eux-mêmes.
- Costumes et décors réalisés par les marionnettistes.
- La technique de la gaine adaptée au théâtre de Guignol est très physique mais permet aux personnages de réaliser beaucoup de choses que d'autres techniques ne permettent pas.

## Spectacles
Pièces créées par la compagnie ou adaptées du répertoire parisien et lyonnais pour les remettre au goût du jour avec ce brin d'impertinence caractéristique du personnage de Guignol qui fait tant défaut dans beaucoup de spectacles de Guignol parfois un peu trop convenus. Les contes sont toujours adaptés et l'adaptation dépoussiérée.

### Quelques titres
- Le concours de chant
- Guignol et les perles magiques
- Guignol valet de ferme
- Le vin empoisonné
- La ménagerie de Guignol
- Le jardin enchanté
- Le chat botté
- Le philtre d’amour
- La pêche à la ligne
- Le trésor du pirate
- Les aventures du chat Minouchet
- Le bois au sorcières
- Le puits de la mère Bigoudis
- Le petit chaperon rouge (revu et corrigé)
- La malédiction de la sorcière